# Cyphostemma greveanum
Cyphostemma greveanum är en vinväxtart som beskrevs av Descoings. Cyphostemma greveanum ingår i släktet Cyphostemma och familjen vinväxter. Inga underarter finns listade i Catalogue of Life.